# Platycoelia simplicior
Platycoelia simplicior är en skalbaggsart som beskrevs av Ohaus 1909. Platycoelia simplicior ingår i släktet Platycoelia och familjen Rutelidae. Inga underarter finns listade i Catalogue of Life.